# Верраццано, Джованни да
Джова́нни да Веррацца́но (итал. Giovanni da Verrazzano, фр. Jean de Verrazane; 1485 — 1528) — итальянский мореплаватель на французской службе, который первым из европейцев проплыл вдоль восточного побережья Северной Америки вплоть до Нью-Йоркской бухты и залива Наррагансетт.

## Биография
Принадлежал к знатному тосканскому семейству. Получив образование во Флоренции, Верраццано поступил на службу во французский флот. Поначалу плавал в Средиземном море. В 1523 году по заданию Франциска I отправился на поиски западного пути «в Китай и Японию».
В начале марта 1524 года Верраццано на корабле «Дофин» (принадлежащем Жану Анго) достиг мыса Страха (Северная Каролина). Оттуда повернул на север и первым из европейцев проплыл через неведомые тогда бухты и заливы Северной Америки. Окончилось его путешествие на Ньюфаундленде всего за несколько месяцев до того, как в те воды наведался Эштеван Гомиш, португалец на испанской службе.
По возвращении в Дьеп (8 июля 1524 года) Верраццано описал своё путешествие в послании к королю, которое, впрочем, изобилует неточностями.
В 1527 году плавал в Бразилию за красным сандалом, а весной 1528 года вместе с братом Джироламо направился на исследование Флориды и Багамских островов.
Путешественники бросили якорь в бухте одного из Антильских островов (вероятно, Гваделупа), но после высадки на берег были перебиты враждебно настроенными индейцами. Принято считать, что Верраццано был съеден каннибалами.

## Репутация
Насчёт подлинности послания Верраццано королю долгое время шли споры, ведь, курсируя вдоль восточного побережья Америки, он не заметил ни Гудзона, ни Чесапикского залива, зато у побережья Каролины нашёл несуществующее «море Верраццано», которое с подачи его брата-картографа надолго стало атрибутом карт Америки.
Англичане не придавали значения плаванию Верраццано и старались лишний раз не вспоминать о нём, так как все открытые им земли он объявил собственностью французской короны. По этой причине и в США репутация первооткрывателя Новой Англии закрепилась за британцем Хадсоном.
Только после Второй мировой войны стали предприниматься усилия по восстановлению исторической справедливости, и имя Верраццано вернулось из забвения. В честь итальянского путешественника названы мост Верразано, соединяющий Бруклин со Статен-Айлендом, а также 2200-метровый мост через Наррагансеттский залив. День высадки Верраццано на Статен-Айленд (7 апреля) отмечается в Нью-Йорке как «день Верраццано».